# Junki Hata
Junki Hata (født 14. august 1994) er en japansk fodboldspiller, som spiller for den japanske fodboldklub V-Varen Nagasaki.